# كتاب الإسكندر
كتاب الإسكندر هو عمل شعري يرجع إلى الثلث الأول من القرن الثالث عشر، مكتوب باللغة الرومانسية. يتناول حياة الإسكندر الأكبر مع العديد من العناصر الخيالية. يتألف العمل من 2669 مقطع شعري وعدد 10700 بيت شعري. كُتب العمل بنظام بالفقرات الرباعية مُوحدة القافية، والتي تتبع مدرسة أدب الرهبان الشعرية.